# Nationaldemokratische Partei (Hessen, 1945–1950)
Die Nationaldemokratische Partei (NDP), auch als National-Demokratische Partei Deutschlands bezeichnet, war eine nationalkonservative hessische Partei in der Zeit nach dem Zweiten Weltkrieg.

## Geschichte
Die NDP wurde im Oktober 1945 von Heinrich Leuchtgens und Heinrich Fassbender gegründet und erhielt zuerst lediglich eine Lizenz für den Landkreis Friedberg. Später wurde sie auch in anderen hessischen Landkreisen lizenziert und konnte so 1948 in zehn (von 31) Landkreisen und kreisfreien Städten Hessens zu den Kreistagswahlen antreten. Dort erhielt sie, obwohl sie mangels Lizenzen in zwei Dritteln des Landesgebiets nicht wählbar war, landesweit 3,4 %. Im Vorfeld der Bundestagswahl 1949 kam es zu Verhandlungen mit der DP und der DKP-DRP über eine Fusion, die aber schließlich scheiterten, weil insbesondere die britische Besatzungsmacht erklärte, eine Fusionspartei aus DP, NDP und DKP-DRP würde in ihrem Bereich keine Lizenz erhalten. Da die NDP selbst von der amerikanischen Besatzungsmacht keine Landeslizenz erhalten hatte, konnte sie auch nicht eigenständig auftreten. Sie schloss daraufhin mit der – in Hessen betont rechtsgerichteten – FDP, in die Fassbender bereits übergetreten war, ein Wahlbündnis. Aufgrund dieses Bündnisses gelangte der Vorsitzende der NDP, Heinrich Leuchtgens, in den Deutschen Bundestag.
Am 21. Januar 1950 schloss sich die NDP mit der DKP-DRP zur Deutschen Reichspartei (DRP) zusammen, nachdem Leuchtgens mit den fünf DKP-DRP-Abgeordneten im Bundestag bereits zuvor eine gemeinsame parlamentarische Gruppe gebildet hatte. Der radikalere Flügel der NDP unter Karl-Heinz Priester spaltete sich daraufhin ab und agierte fortan als „Nationaldemokratische Partei – Nationale Reichspartei“, welche zeitweise als Landesverband der Sozialistischen Reichspartei (SRP) agierte und Ende 1950 in der Nationaldemokratischen Reichs-Partei (NDRP) aufging. Auf deren Zerfall 1951 folgte (ohne Priester) die Junge Partei.

## Vorsitzende
Einziger Vorsitzender in der knapp fünfjährigen Parteigeschichte war Heinrich Leuchtgens.

## Aktionen
Für den 21. Juni 1950 hatte die NDP („National-Demokratische Partei Deutschlands (Nationale Reichspartei) e. V.“ – die Abspaltung Priesters) zu einer Kundgebung am Niederwalddenkmal eingeladen, Sprecher sollte Karl-Heinz Priester sein. Die geplante Kundgebung wurde durch Verfügung des Hessischen Ministers des Innern vom 15. Juni 1950 verboten, da sie eine Verletzung des Gedankens der Völkerverständigung und des friedlichen Zusammenlebens darstelle – mit Verweis auf Art. 9 und Art. 26 des Grundgesetzes und andere Rechtsvorschriften. Gegen dieses Verbot klagte die NDP, unter Verweis auf den Artikel 14 der Hessischen Verfassung, das Grundrecht auf Versammlungsfreiheit. Diese Grundrechtsklage wurde vom Hessischen Staatsgerichtshof am 4. August 1950 zurückgewiesen, mit ähnlichen Argumenten wie in der Verfügung des Hessischen Ministers des Innern.